# 土元胡
土元胡（学名：Corydalis humosa），为罂粟科紫堇属下的一个植物种。